# Anthophora priesneri
Anthophora priesneri är en biart som först beskrevs av Johann Dietrich Alfken 1932. Den ingår i släktet pälsbin och familjen långtungebin. Inga underarter finns listade i Catalogue of Life.

## Beskrivning
Hanen har svart grundfärg. Pälsen på huvudet är blekgul på sidorna och grå på hjässan. Mellankroppen och de två främsta tergiterna (segmenten på bakkroppens ovansida) är gulgrå, på mellankroppen och tergit 2 med inblandning av svarta hår. Resten av bakkroppen är mer eller mindre svarthårig. Tergiternas bakkanter har smala, smutsvita hårband. Kroppslängden är mellan 9 och 11 mm.
Honan har, precis som hanen, svart grundfärg. Pälsmönstret påminner om hanens, men där han har blekgul till gråaktig päls har honan blekt smutsgul, med samma inblandning av svart som hos hanen. Tergit 5 har dessutom en sammetsaktig "kudde" av svarta hår i mitten. Kroppslängden är mellan 10,5 och 11 mm.

## Ekologi
Som alla i släktet är arten ett solitärt bi och en skicklig flygare som föredrar torrare klimat. Den nya generationen övervintrar troligtvis; arten har påträffats Egypten i oktober och från januari till april, samt i Israel i december och från januari till april. I Egypten förekommer den i dalarna i öknen öster om Nilen, i Israel och Palestina i Judeens öken och västra till centrala Negev. Anthophora priesneri är polylektisk, den flyger till många olika blommande växter, även om den i Egypten föredrar syskan Stachys aegyptiaca. Andra växter den har iakttagits på är oxtungan Anchusa aegyptiaca, Moltkiopsis ciliata i familjen strävbladiga växter, bocktörnet Lycium shawii, lövkojan grekisk lövkoja, mursenapen Diplotaxis harra, Reboudia pinnata i familjen korsblommiga växter samt rosmarin i familjen kransblommiga växter.

## Utbredning
Arten förekommer i Marocko, Algeriet, Egypten, Israel och Palestina.